# Wolf (banda)
Wolf es una banda de heavy metal de Örebro, Suecia. Formada en 1995, la banda ha lanzado seis álbumes y realizó giras con Saxon, Tankard y, más recientemente, Trivium.

## Comienzos

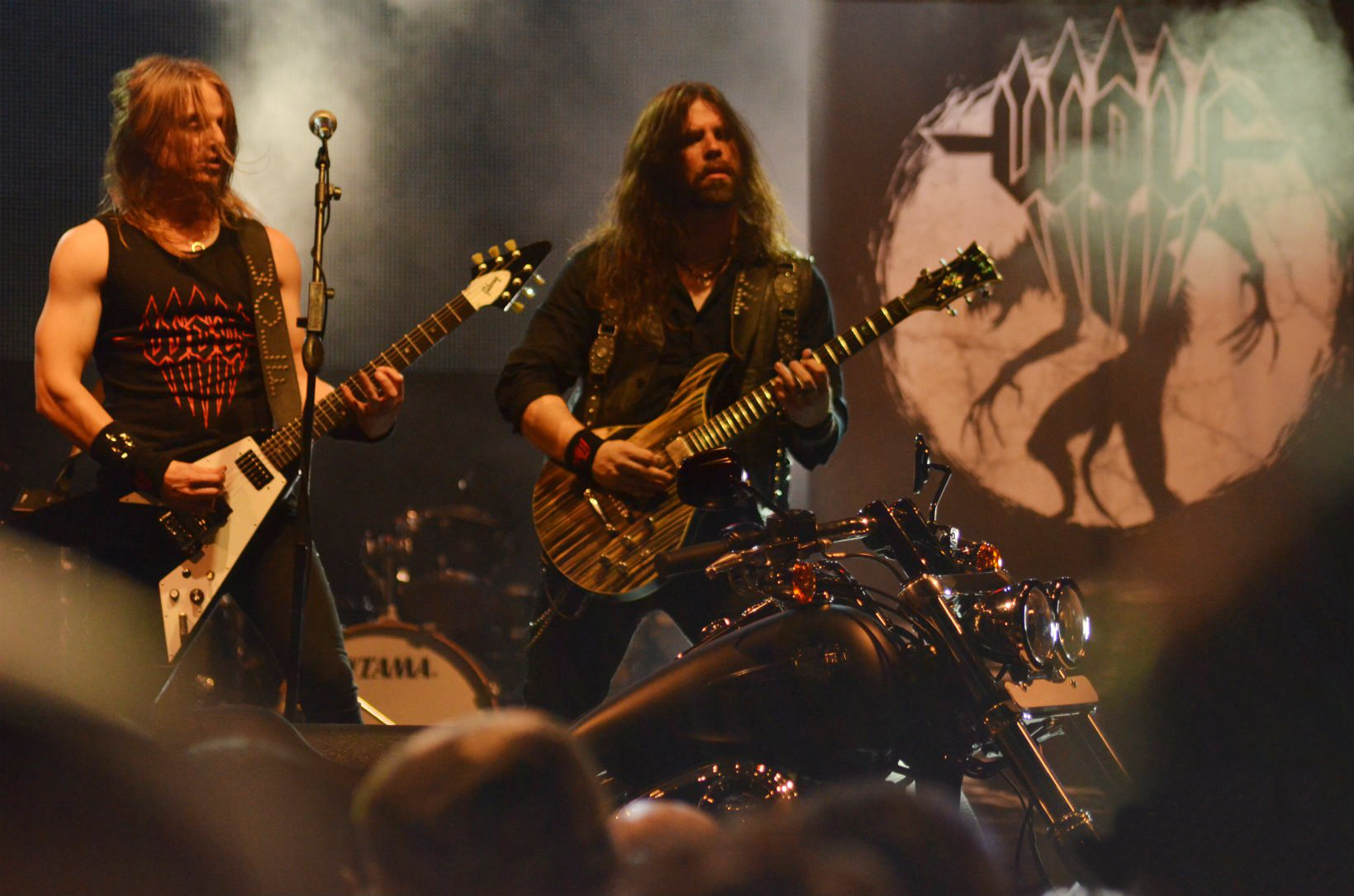
Wolf in Harley Rock Riders Season 3, India, 2012

Niklas Stålvind y Mikael Goding se encuentran en un bar local en la ciudad sueca de Örebro, y comienzan a charlar sobre Heavy Metal. Después de unas cuantas pintas deciden formar una banda.
El álbum de debut, llamado Wolf, se publicó en abril del año 2000. Obtiene altas calificaciones en todas las revistas de metal más importantes, como Rockhard y Terrorizer. Por desgracia, la portada del álbum, creado por el famoso artista sueco Hans Arnold, no causó una buena impresión en los críticos.
Wolf graba su primer video, del tema "moonlight" del álbum Wolf. Se emite en la televisión nacional el 3 de abril de 2001.

## Miembros
- Niklas Stålvind - voz, guitarra (1995-presente)
- Pontus Egger – bajo (2019-presente)
- Simon Johansson - guitarra (2011-presente)
- Johan Koleberg - batería (2019-presente)

Miembros antiguos
- Henrik Johansson Y - guitarra (1999-2000)
- Johan Bülow - guitarra (2000-2002)
- Daniel Bergkvist - batería (1995-2005)
- Mikael Goding - guitarra (1995-2007)
- Tobias Kellgren - batería (2005-2008)
- Johannes Losbäck - guitarra, coros (2005-2011)
- Richard A Holmgren - batería (2008-2019)
- Anders G Modd - guitarra (2007-2019)

## Discografía
Álbumes de estudio
- Wolf (2000)
- Black Wings (2002)
- Evil Star (2004)
- The Black Flame (2006)
- Ravenous (2009)
- Legions Of Bastards (2011)
- Devil Seed (2014)
- Feeding the Machine (2020)
- Shadowland (2022)

Otros lanzamientos
- Demo I [Demo] (1995)
- Demo II [Demo] (1996)
- In The Shadow Of Steel [Single] (1999)
- The Howling Scares Me To Death [Single] (1999)
- Moonlight [EP] (2001)
- Nightstalker [Single] (2002)
- Wolf's Blood [Single] (2004)

- Datos: Q2002178
- Multimedia: Wolf (musical group) / Q2002178